# Jules-François Pernod

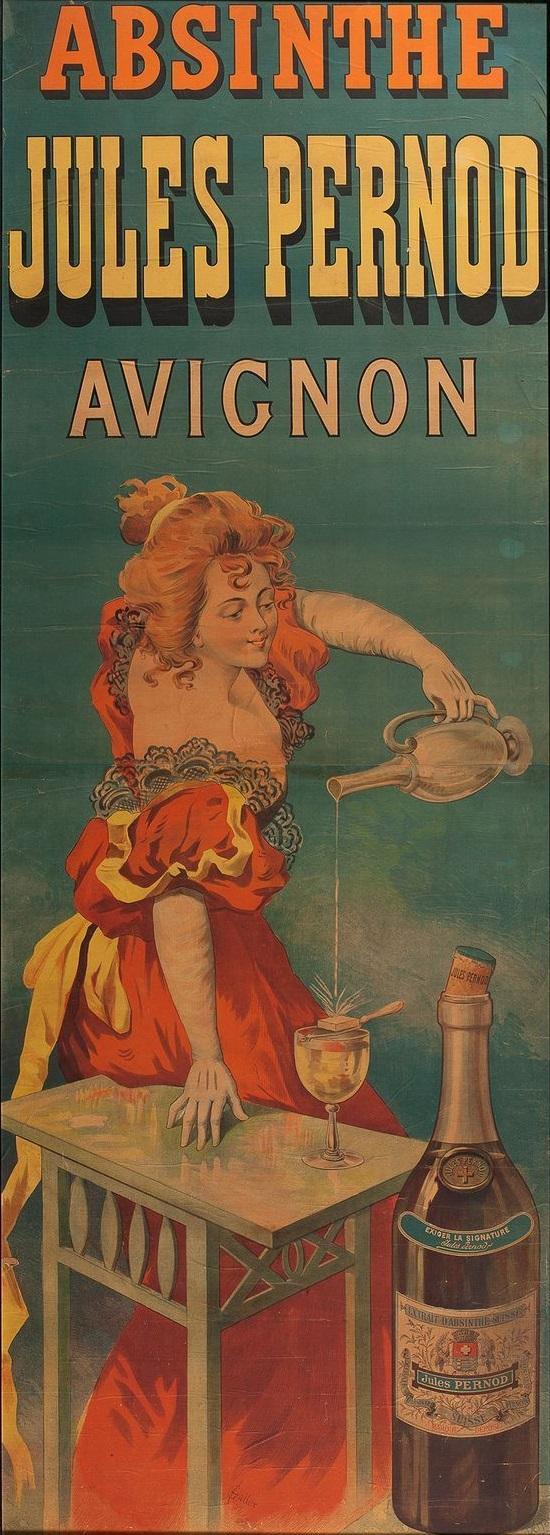
Publicité absinthe Jules Pernod.

Jules-François Pernod (20 août 1827-29 octobre 1916), né et mort à Avignon, était un homme d'affaires, travaillant d'abord dans le secteur de la teinturerie, puis dans le secteur de la production d'absinthe. Il a créé en 1888 la marque d'absinthe Jules Pernod.

## Origines familiales
Son père Gaspard Pernod, né le 6 décembre 1781 à Lalleyriat (Ain) et mort le 12 octobre 1843 à Avignon, était issu d'une vieille famille de l'Ain implantée à Lalleyriat depuis au moins le XVIIe siècle. Gaspard Pernod était venu s'installer dans la préfecture du Vaucluse comme teinturier en soies et indiennes.
La famille de Jules-François Pernod n'a aucun lien de parenté avec la famille de Henri-Louis Pernod, le célèbre distillateur suisse inventeur du procédé de fabrication de l'absinthe.

## La production de garance (1860-1882)
Jules-François Pernod commence sa carrière professionnelle chez Thomas Frères comme chef de fabrication de produits chimiques destinés à être employés comme engrais. Parallèlement, il mène des travaux sur l'extraction du rouge de la garance, plante abondamment cultivée dans la région et découvre, vers 1858, un procédé pratique.
En 1860, il crée à Monfavet près d'Avignon (Vaucluse), avec deux financiers qui lui font confiance, la Maison Poncet, Picard et Cie, dont le but est « l'extraction de la couleur des racines de garance par le procédé Jules Pernod ». Avec pour principal débouché l'armée, qui arbore à cette époque des pantalons rouges, l'entreprise grandit rapidement.
En 1876, après avoir réalisé des capitaux suffisants, Jules-François Pernod se sépare de ses deux financiers et fonde la Maison Jules Pernod et Cie, toujours à Montfavet, dont le but est toujours la fabrication et le traitement d'extraits de garance, mais aussi la fabrication d'engrais chimiques.
Mais bientôt en butte à des difficultés économiques et financières, Jules-François Pernod décide d'abandonner la production d'extraits de garance et de se tourner vers la distillation d'alcools (liqueurs, kirsch, rhum, cognac), tout en conservant cependant jusqu'en 1910 la production d'engrais chimiques. Il n'est pas encore question à cette époque de produire de l'absinthe.

## La production d'absinthe (1882-1915)

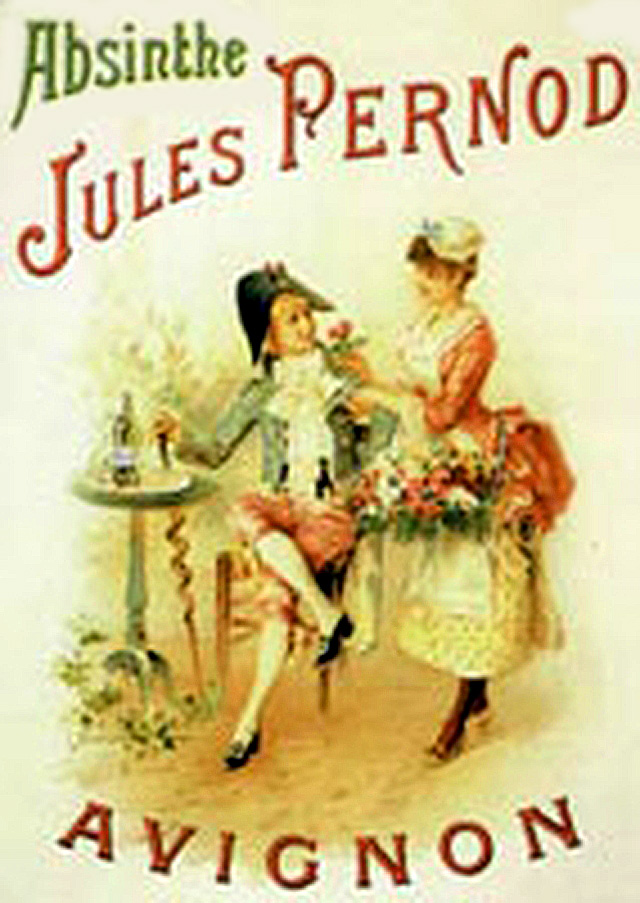
Affiche de l'absinthe Jules Pernod.

En 1882, Jules-François Pernod renomme la société Jules Pernod et Cie du nom plus simple et plus direct de Jules Pernod et, profitant de son homonymie avec la célèbre marque d'absinthe Pernod Fils de Pontarlier, se lance à son tour dans la fabrication d'absinthe. Le 29 octobre 1888, il dépose sa marque : Absinthe Jules Pernod.
En 1908, avec ses deux fils Jules-Félix (1871-1928) et Joseph-Louis (1872-1911) qui travaillent avec lui, Jules-François Pernod renomme à nouveau la société Jules Pernod qui redevient Jules Pernod et Cie. Elle continuera de produire de l'absinthe, jusqu'à l'interdiction de cette boisson en France en 1915.
Entre-temps, à partir de 1909, une bataille judiciaire s'engage. La société Pernod Fils de Pontarlier attaque en procès la société Jules Pernod et Cie d'Avignon, afin d'interdire à cette dernière l'utilisation du nom « Pernod » pour ses produits. Le procès est gagné en appel le 12 juin 1911 par la société Jules Pernod et Cie qui conserve le droit de vendre son absinthe sous la marque Jules Pernod.

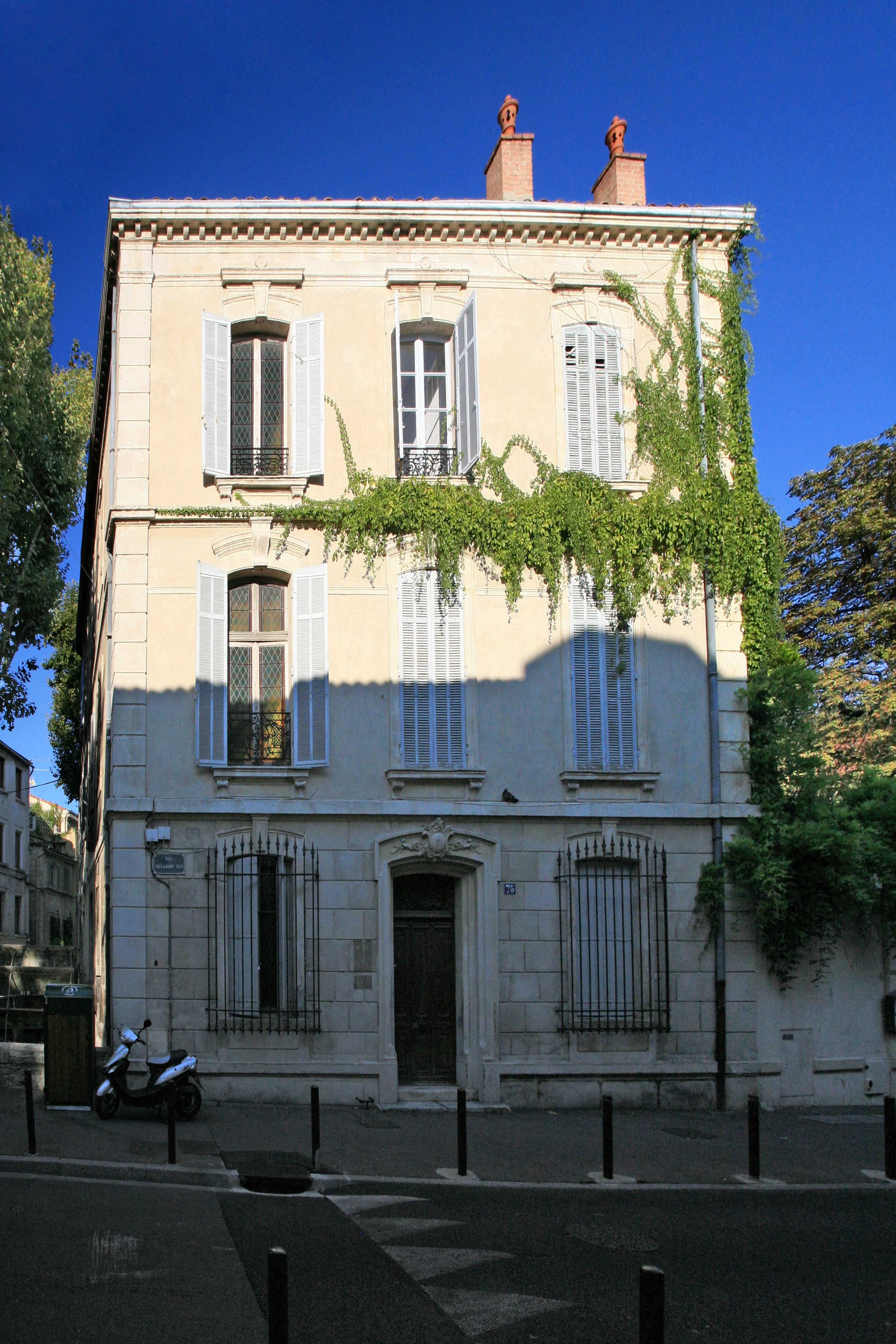
Maison de Jules Pernod à Avignon.

Rapidement enrichi par la commercialisation de la fée verte, Jules-François Pernod se fait construire une somptueuse demeure au 75 rue Guillaume Puy, à Avignon.
Le 27 juillet 1916, peu avant sa mort, Jules-François Pernod change encore une fois le nom de la société Jules Pernod et Cie : elle devient Pernod Père et Fils (à ne pas confondre avec la Maison Pernod Fils de Pontarlier créée en 1805 par Henri-Louis Pernod). Son fils Joseph-Louis étant mort en 1911, c'est à son autre fils, Jules-Félix, qu'il reviendra de poursuivre l'affaire familiale après la mort de son père.
En 1921, l'entreprise deviendra une société anonyme sous le nom Les Établissements Pernod Père et Fils. Le 4 août de la même année, Jules-Félix Pernod dépose les trois marques Anis Pernod, Pernod et Un Pernod, devançant ainsi la marque rivale Pernod Fils de Pontarlier qui ne pourra plus utiliser ces mots pour désigner ses produits.
Finalement, en 1928, la société Pernod Père et Fils d'Avignon et la société Pernod Fils de Pontarlier décident de fusionner pour donner naissance à la société Les Établissements Pernod. C'est cette société qui donnera plus tard naissance en 1975 au groupe Pernod Ricard.